# Trouble (film, 2019)
Pour les articles homonymes, voir Trouble.
Ne doit pas être confondu avec Trouble (film, 2005).
Pour plus de détails, voir Fiche technique et Distribution.
Trouble est un drame français réalisé par Catherine Diran, sorti en 2019.

## Synopsis
Il s'agit d'une fiction documentaire réalisée avec des scientifiques grenoblois, ayant pour sujet l'épilepsie.

## Fiche technique
- Titre original : Trouble
- Réalisation : Catherine Diran
- Scénario : Catherine Diran et Stéphane Allegret
- Décors :
- Costumes :
- Photographie : Matthias Eyer
- Montage : Dominique Paris
- Musique : Dominique Cravic
- Producteur : Maria Boulos, Antoine Depaulis et Catherine Diran
- Société de production : La Robe Orange
- Sociétés de distribution : Cinéma Saint-André des Arts
- Pays d'origine :  France
- Langue originale : français et espagnol
- Format : couleur
- Genre : drame
- Durée : 75 minutes[2]
- Dates de sortie :
  - France :
    - 7 mai 2019 (Paris)[1]
    - 4 mars 2020 (en salles)[3]

## Distribution
- Catherine Diran : elle-même
- Évelyne Grandjean : la mère
- Lionel Tua : Raphaël
- Juanma Mallen : Paco
- Benoite Vandesmet : l'amie
- Antoine Depaulis
- Vincent Navarro
- Stéphane Charpier